# Ron Keel
Ron Keel (Savannah, 25 marzo 1961) è un cantante heavy metal statunitense, fondatore di band come gli Steeler e i Keel.

## Biografia
Iniziò la sua carriera musicale con una band del Tennessee chiamata "Lust" con cui pubblicherà l'album The Homegrown Album nel 1980. Questa band poi si fonde con gli "Sniper": questa fusione darà vita agli Steeler nello stesso anno a Nashville, Tennessee. Nella band esordirà anche un giovanissimo Yngwie Malmsteen. La band pubblicherà prima il singolo Cold Day in Hell nel 1982, e poi il full-length omonimo Steeler nel 1983. Gli Steeler si scioglieranno nel 1984. Successivamente fondò i Keel, ma venne poco dopo raccomandato dal produttore Spencer Proffer per entrare nei Black Sabbath, poi scartato. Conseguentemente riformerà i Keel, band con cui Ronnie comincerà a conquistare il successo. Benché la band non fosse troppo popolare, sfornò un buon numero di dischi, per un totale di cinque album, collaborando con grandi nomi della scena, e arruolando Gene Simmons alla produzione di un paio di album; sarà proprio il leggendario bassista dei Kiss che lancerà la band sulle strade del successo già dal secondo album The Right to Rock (1985). La band però finirà per sciogliersi nel 1989 dopo quasi una decade di alti e bassi.
Dopo lo scioglimento dei Keel nel 1989, egli partecipò ad un progetto composto interamente da ragazze chiamato "Fair Game", ma il gruppo si sciolse nel 1992. Nel 1990 inoltre scrisse per le Vixen il brano "Rev It Up" inserito nel omonimo Rev It Up.
Dopo questo, Ron Keel si lasciò l'heavy metal alle spalle per un periodo, spostandosi a Nashville ed incidendo un paio di album in stile country come "Ronnie Lee Keel", intitolati Western Country e New Country, entrambi editi nel 1995. Dopo questo, militò un periodo nel 1997 nella band giapponese dei Saber Tiger. Mentre nel 2000 verrà incido un album che raccoglieva i brani della band "Fair Game" intitolato Beauty and The Beast. Un anno più tardi riformerà i Keel con i vecchi membri pubblicando l'ultimo album Keel VI : Back in Action, ma dopo questo breve ritorno, la band non avrà seguito. Nel 2001 parteciperà all'album tributo agli Aerosmith intitolato Welcome to the Aerosmithsonian per la Perris Records. Dopo quasi una decade si dedicherà nuovamente al suo progetto country solista pubblicando The Country Years (2003). Nel 2004 inciderà un album con gli Iron Horse intitolato Bring It On. Nel 2006 debutta con il suo progetto solista come "Ron Keel", incidendo l'album Alone at Last, mentre nel 2007 pubblica la raccolta Ron Keel, contenente suoi diversi successi con le sue varie band: Steeler, IronHorse, Saber Tiger, Fair Game, Ronnie Lee Keel, Lust, The Rat'lers, Ron Keel. Nel 2008 il cantante annuncia la riunione dei Keel con cui è attualmente attivo.

## Discografia

### Solista

#### Come Ron Keel
- 2006 - Alone at Last
- 2007 - Ron Keel
- 2014 - Metal Cowboy

#### Come Ronnie Lee Keel
- 1995 Western Country
- 1995 New Country
- 2003 The Country Years

### Con gli Steeler

#### Singoli
- 1982 - Cold Day in Hell

#### Album in studio
- 1983 - Steeler

#### Raccolte
- 2005 - Metal Generation - The Anthology

### Con i Keel

#### Album in studio
- 1984 - Lay Down the Law
- 1985 - The Right to Rock
- 1986 - The Final Frontier
- 1987 - Keel
- 1989 - Larger than Live (in parte live)
- 1998 - Keel VI : Back in Action
- 2010 - Streets of Rock 'N' Roll

#### EP
- 1986 - Tears of Fire

### Altri album
- 1980 - Lust - The Homegrown Album
- 1986 - Black 'N Blue - Nasty Nasty
- 1990 - House of Lords - Sahara
- 1997 - Saber Tiger - Project One
- 1998 - The Rat'lers - Thick As Thieves
- 2000 - Ron Keel's Fair Game - Beauty and The Beast
- 2004 - Iron Horse - Bring It On

### Tribute album
- 2001 - Welcome to the Aerosmithsonian: A Tribute to Aerosmith